# Boz (Francia)
Boz è un comune francese di 494 abitanti situato nel dipartimento dell'Ain, nella regione dell'Alvernia-Rodano-Alpi.

## Società

### Evoluzione demografica
Abitanti censiti